# Колін Міллер (хокеїст, 1992)
Колін Міллер (англ. Colin Miller, нар. 29 жовтня 1992, Су-Сент-Марі) — канадський хокеїст, захисник клубу НХЛ «Вегас Голден Найтс».

## Ігрова кар'єра
Хокейну кар'єру розпочав 2009 року.
2012 року був обраний на драфті НХЛ під 151-м загальним номером командою «Лос-Анджелес Кінгс».
Захищав кольори професійної команди «Бостон Брюїнс». Наразі ж грає за клуб НХЛ «Вегас Голден Найтс».

## Статистика
| Сезон        | Клуб                      | Ліга         | Регулярний сезон | Регулярний сезон | Регулярний сезон | Регулярний сезон | Регулярний сезон | Плей-оф | Плей-оф | Плей-оф | Плей-оф | Плей-оф |
| Сезон        | Клуб                      | Ліга         | І                | Г                | П                | О                | ШХ               | І       | Г       | П       | О       | ШХ      |
| ------------ | ------------------------- | ------------ | ---------------- | ---------------- | ---------------- | ---------------- | ---------------- | ------- | ------- | ------- | ------- | ------- |
| 2009–10      | «Су Сандербьодс»          | ХЛПОМ        | 46               | 7                | 23               | 30               | 38               | 14      | 5       | 9       | 14      | 6       |
| 2010–11      | «Су-Сент-Марі Грейхаундс» | ХЛО          | 66               | 3                | 19               | 22               | 44               | —       | —       | —       | —       | —       |
| 2011–12      | «Су-Сент-Марі Грейхаундс» | ХЛО          | 54               | 8                | 20               | 28               | 79               | —       | —       | —       | —       | —       |
| 2012–13      | «Су-Сент-Марі Грейхаундс» | ХЛО          | 54               | 20               | 35               | 55               | 78               | 6       | 1       | 6       | 7       | 0       |
| 2013–14      | «Манчестер Монархс»       | АХЛ          | 65               | 5                | 12               | 17               | 35               | 3       | 0       | 0       | 0       | 6       |
| 2014–15      | «Манчестер Монархс»       | АХЛ          | 70               | 19               | 33               | 52               | 82               | 19      | 2       | 8       | 10      | 12      |
| 2015–16      | «Бостон Брюїнс»           | НХЛ          | 42               | 3                | 13               | 16               | 39               | —       | —       | —       | —       | —       |
| 2015–16      | «Провіденс Брюїнс»        | АХЛ          | 20               | 4                | 8                | 12               | 16               | 2       | 0       | 0       | 0       | 0       |
| 2016–17      | «Бостон Брюїнс»           | НХЛ          | 61               | 6                | 7                | 13               | 55               | 4       | 0       | 1       | 1       | 2       |
| Усього в НХЛ | Усього в НХЛ              | Усього в НХЛ | 103              | 9                | 20               | 29               | 94               | 4       | 0       | 1       | 1       | 2       |